# Fujikura

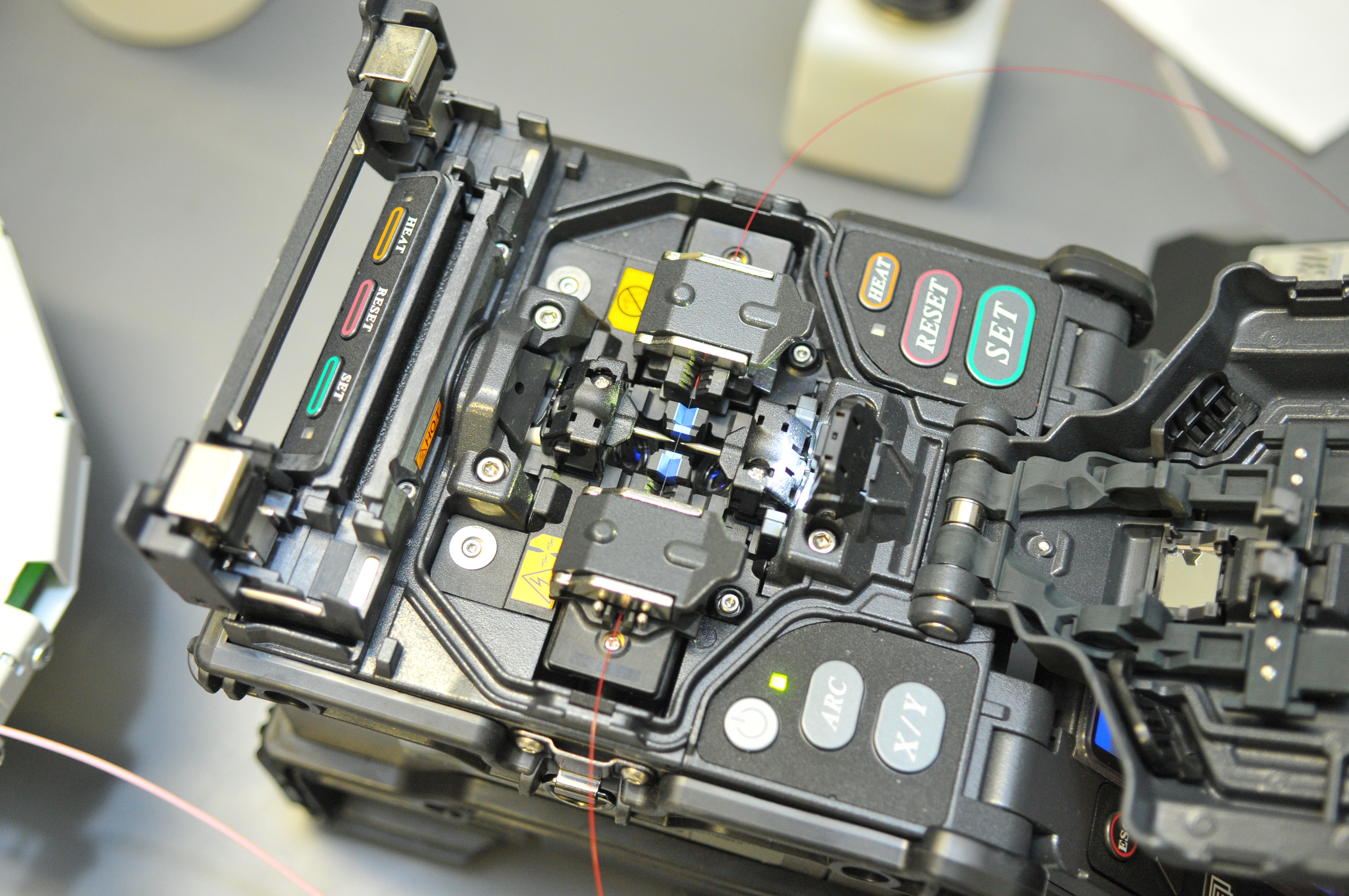
Fujikura FSM-60S.
Сварка оптического волокна

Fujikura — Fujikura Ltd. (яп. 株式会社フジクラ Fujikura Kabushiki-gaisha) (株式会社 フ ジ ク ラ, Fujikura Kabushiki-gaisha) — японская компания по производству электрооборудования для систем электроснабжения и телекоммуникаций, включая устройства для оптических волокон, такие как ножи и монтажные устройства.
В 1885 году Zenpachi Fujikura начал производство обмоточных проводов с шелковой и хлопковой изоляцией и стал основателем компании Fujikura.
В 1910 году корпорация Fujikura Electric Wire была основана совместно с Томекити Фуджикура, младшим братом Зенпачи, который выступал в качестве представителя компании. За прошедшие годы компания расширилась как в Японии, так и за рубежом, и по состоянию на 2013 год компания имела филиалы в Европе, Азии, Северной и Южной Америке и Северной Африке.
Fujikura зарегистрирована на Токийской фондовой бирже и входит в фондовый индекс Nikkei 225.
Основными филиалами компании являются Fujikura Rubber Ltd. и Fujikura Parachute (Fujikura Aviation Equipment Corporation).

## Сегменты бизнеса и продукция
- Сегмент энергетических и телекоммуникационных систем
  - Оптические волокна и оптоволоконные кабели, оптические сварочные аппараты, сетевое оборудование, оптические элементы, кабели связи и элетропитания, промышленные, неизолированные, алюминиевые и эмалированные провода
- Сегмент электроники
  - Гибкая печатная плата, мембранные переключатели, детали жесткого диска, разъемы, электронные провода, датчики, электронные тепловые компоненты, упаковка на уровне пластин
- Автомобильный сегмент
  - Жгуты проводов и другие электрические компоненты для автомобилей
- Сегмент недвижимости
  - Лизинг офисов, предоставление риэлторских услуг, профессиональных уроков и услуг школы гольфа[4]
- Оборонный сегмент
  - Предоставление продуктов и услуг в этом сегменте в основном осуществляется компаниями Fujikura Parachute и Fujikura Rubber Ltd. Это спасательное оборудование, аварийные спасательные устройства, такие как спасательные жилеты и надувные спасательные плоты, парашюты для катапульт (сиденье для выброса),, воздушно — десантного и спортивного (в том числе парапланеризма) использования, а также авиационные системы торможения (например, для сил самообороны Японии Air "s F-2 истребителя).

## Представительства и производственные отделы
В 2013 году общее число сотрудников компании во всем мире составляло 52 409 человек.
Вместе с представительствами Фуджикура имеет:
Головной офис и 21 производственное и представительство в Японии;
- 13 — в Азии;
- 30 — в Америке;
- 13 — в Китае;
- 21 — в Европе и Северной Африке.